# Bistonina biston
Espèce
Bistonina  biston est une espèce de papillons de la famille des Lycaenidae, de la sous-famille des Theclinae et du genre Bistonina.

## Dénomination
Bistonina  biston a été décrit par Heinrich Benno Möschler en 1877 sous le nom de Thecla biston.

### Nom vernaculaire
Bistonina  biston se nomme 44Biston Hairstreak44 en anglais.

## Écologie et distribution
Bistonina  biston se rencontre au Brésil, au Surinam et en Guyane,.

### Protection
Pas de statut de protection particulier.